# 馬努巴

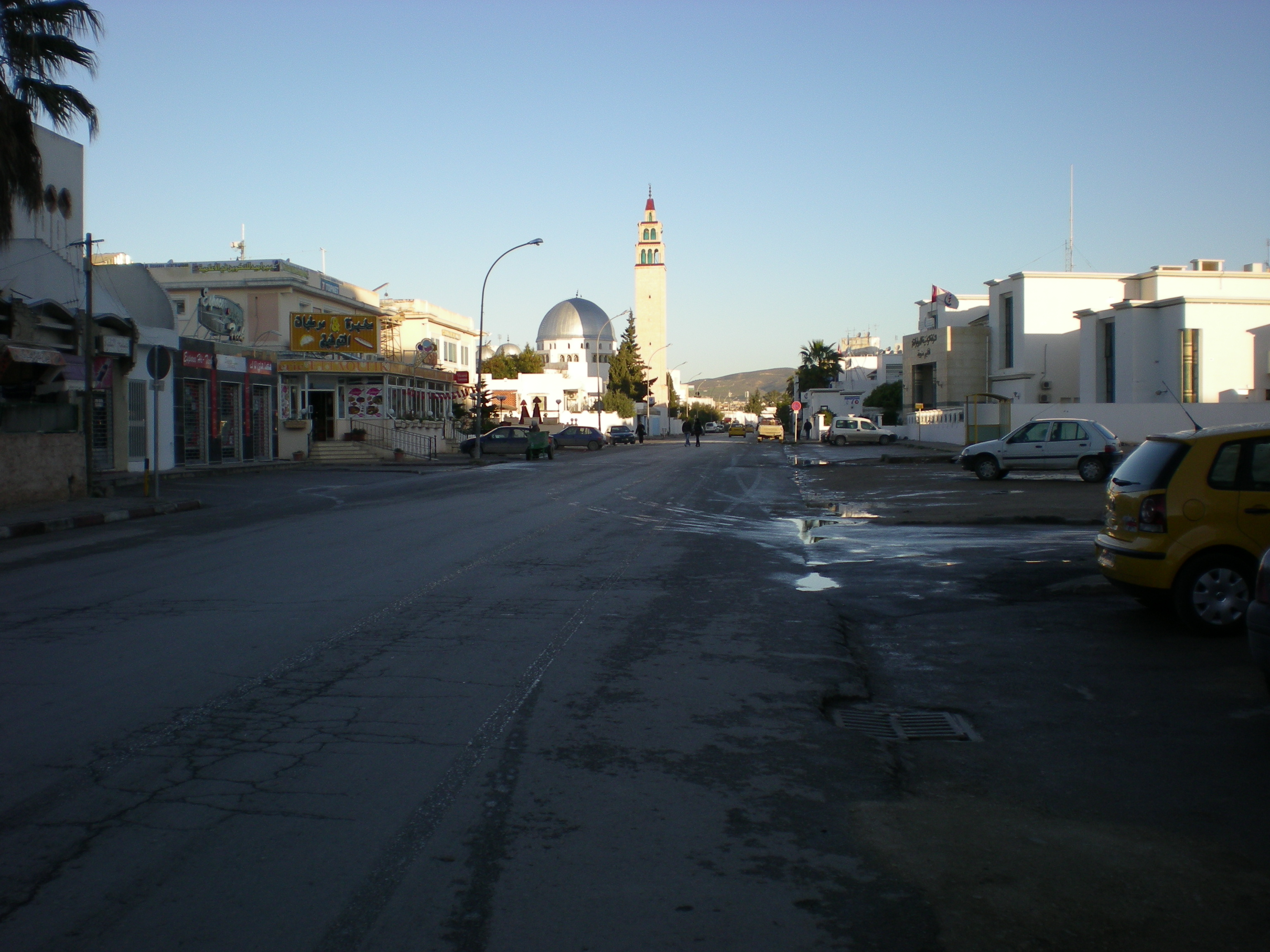

馬努巴（阿拉伯语：‎ manūbāⓘ）是突尼西亞的城市，也是馬努巴省的首府，位於該國東北部，處於首都突尼斯市以西，面積8.33平方公里，市內的大學有約13,000名學生，2004年人口26,666。